# Zece secunde
„Zece secunde” este o povestire scurtă științifico-fantastică a scriitorului român Dorin Davideanu despre un prim contact eșuat cu extratereștrii. Povestirea a apărut în colecțiile de povestiri Alfa - O antologie a literaturii de anticipație românești (1983), La orizont această constelație  (1990)  Anatomia unei secunde (1990) și în Almanahul Anticipația 1983.

## Legături externe
- Textul integral al povestiri „Zece secunde” - online la hgwells.ro